# Grallaria oneilli
Grallaria oneilli (лат.) — вид воробьиных птиц из семейства гралляриевых (Grallariidae).

## Таксономия
Относится к комплексу видов Grallaria rufula, в котором учёные на основании филогенетических исследований и различий в вокализации выделили ряд новых для науки видов.

## Название
Видовое название присвоено в честь доктора John P. O’Neill, орнитолога, посвятившего свою жизнь орнитологическому обследованию отдаленных районов Перу, который добыл типовой экземпляр данного вида. Он являлся пионером в деле сбора образцов птиц в Андах.

## Распространение
Обитает в Перу.